# Stylidium lowrieanum
Stylidium lowrieanum är en tvåhjärtbladig växtart som beskrevs av S. Carlquist. Stylidium lowrieanum ingår i släktet Stylidium och familjen Stylidiaceae. Inga underarter finns listade i Catalogue of Life.